# Aventura
Gli Aventura sono un gruppo musicale statunitense. Il loro maggiore successo internazionale è Obsesión, singolo del 2002.

## Storia
I componenti del gruppo, che prima si chiamava "Los Tinellers", vivevano nel Bronx ed effettuarono i loro primi lavori musicali nella città di New York. 
Il primo album a nome Aventura fu pubblicato nel 2000. Il successo definitivo arrivò con il secondo disco nel 2002, contenente la hit Obsesión, che ottenne uno straordinario successo in Europa. Nel 2011 il gruppo si sciolse. Romeo Santos e Henry Santos intrapresero le rispettive carriere da solisti, mentre Lenny Santos e Max Santos si unirono a Steve Styles per formare una band chiamata Vena.
Il 1º dicembre 2015, è stato annunciato sul sito web e sui social media della band che avrebbero tenuto un tour di reunion per l'intero mese di febbraio 2016 allo United Palace Theatre di New York City. Il loro primo concerto dalla loro separazione è iniziato con un tutto esaurito il 4 febbraio 2016. Lo stesso giorno hanno pubblicato Todavía Me Amas: Lo Mejor De Aventura, una raccolta dei più grandi successi della band. Durante lo stesso mese, il gruppo si sarebbe esibito ogni giovedì e domenica durante il mese di febbraio con il tour che si è concluso il 28 febbraio 2016. Avrebbero continuato con il tour, ma Romeo doveva completare la seconda parte del suo Formula Vol. 2 tour.
Il 5 aprile 2019 il gruppo si riunì pubblicando una nuova canzone, Inmortal, contenuta nell'album Utopia di Romeo Santos. Il 21 settembre 2019 il gruppo si riunisce durante il concerto di Romeo al MetLife Stadium nel New Jersey. Hanno eseguito successi come Dile al Amor, Todavia Me Amas e Inmortal. Il gruppo ha eseguito Obsesión insieme a Cardi B e, sempre con quest'ultima, hanno eseguito la canzone di successo di Cardi B, I Like It. L'8 dicembre 2019 è stato fatto un annuncio riguardante il prossimo tour americano della band, La Gira Inmortal, con inizio a Los Angeles il 5 febbraio 2020. Nel marzo 2020, il gruppo ha annunciato che i concerti sarebbero stati rinviati a causa della pandemia di COVID-19. Ciò includeva 5 spettacoli al Radio City Music Hall di New York che avrebbero dovuto svolgersi dal 16 al 19 marzo e il 22 marzo 2020. Inizialmente furono rinviate per le date dal 9 al 12 luglio. Tuttavia il tour fu cancellato come tutti gli altri spettacoli programmati o rinviati. Nonostante ciò, l'8 maggio 2020 si sono esibiti in uno spettacolo dal vivo attraverso il loro canale YouTube come parte delle sessioni di Bud Light Seltzer, in cui hanno eseguito alcuni brani di tutte le loro produzioni, ottenendo un totale di 438 mila visualizzazioni.
Nel giugno 2021, il gruppo ha annunciato il ritorno dell'Inmortal Tour. Ma invece di fare i concerti nei luoghi originariamente previsti prima della cancellazione, hanno deciso di suonare negli stadi e nelle grandi arene. Prima dell'inizio del tour, il 3 agosto 2021 il gruppo ha pubblicato il singolo Volví, con Bad Bunny. Il tour è iniziato il 14 agosto a Miami, in Florida, all'Hard Rock Stadium, diventando il primo gruppo latino a fare il tutto esaurito in uno stadio. Il tour si è concluso il 9 ottobre 2021 a East Rutherford, nel New Jersey, al MetLife Stadium. Avevano un altro concerto ad Arlington, nel Texas, al Globe Life Field previsto per il 22 agosto 2021. Tuttavia è stato posticipato al 14 ottobre 2021. Questo sarebbe stato l'ultimo concerto ma per qualche motivo sconosciuto il concerto non è mai avvenuto. Non c'erano notizie né sono stati fatti annunci sul motivo per cui è stato cancellato. Il 4 novembre 2021, il gruppo annuncia il loro ultimo concerto fissato per il 18 dicembre 2021, allo Stadio Olimpico Félix Sánchez di Santo Domingo. Hanno esaurito i biglietti 3 giorni dopo l'apertura delle vendite. Un secondo concerto è stato annunciato per il 19 dicembre 2021, che alla fine sarebbe stato il loro ultimo concerto insieme.
Il 10 maggio 2022, Max Santos in un'intervista a Mega Atlanta Radio ha dichiarato che un prossimo album degli Aventura era in programma, ma che non aveva alcun annuncio concreto da fare. Nel quinto album solista di Romeo, Formula, Vol. 3, includeva una scenetta in cui veniva riprodotta un'anteprima di una canzone. I fan hanno affermato che quel frammento non suonava come una canzone di Romeo Santos, ma di una canzone degli Aventura, il che insinuava che il gruppo alla fine si sarebbe riunito presto. Sempre Romeo, il 25 febbraio 2024, ha pubblicato sui social media una storia su qualcosa che avrebbe pubblicato il giorno successivo. Il giorno successivo, ogni membro del gruppo ha pubblicato un video che indicava che erano tornati. Il giorno successivo hanno annunciato le date del loro tour, Cerrando Ciclos, che è considerato il tour finale del gruppo. Il 2 aprile 2024 hanno pubblicato il loro primo singolo dal 2021 e la prima canzone bachata dal 2019, Brindo Con Agua. È stato pubblicato sotto l'etichetta discografica di Henry, l'Hustlehard Entertainment LLC. Questa canzone è stata inclusa nell'album in studio di Henry Santos, 2.0, pubblicato il 31 maggio 2024. Gli Aventura hanno anticipato un possibile album, ma nulla è stato ancora confermato.

## Stile
Lo stile musicale degli Aventura era influenzato dai generi popolari negli Stati Uniti, in particolare da hip hop, reggaeton, pop, l'R&B e rock. In merito ai temi dei brani, il gruppo ha aggiornato quelli da sempre vicini alla bachata, ossia risentimento e amarezza, concentrandosi anche su altro.

## Formazione
- Anthony "Romeo" Santos (Bronx, 21 luglio 1981): principale cantante e compositore, nato da madre portoricana e padre dominicano. A dodici anni Anthony diventò un membro del coro della chiesa; attorno a quell'età iniziò ad appassionarsi al genere musicale della bachata, molto prima che questo diventasse famoso nel mondo. Senza dubbio, oltre alla capacità di comporre testi, ha giocato un ruolo da protagonista per il successo del gruppo il suo particolare tono di voce. Nel 2006 Anthony ha vinto un ASCAP Award grazie alla sua hit. Per la prima volta, un compositore latino ha vinto un ASCAP Award nel mercato americano.
- Lenny Santos (Bronx, 24 ottobre 1979): chitarrista e produttore del gruppo. Da giovane prediligeva l'hip hop, ma la bachata era il sottofondo della sua giornata a causa dei genitori dominicani. Egli così si sentì ispirato a creare un nuovo genere che fosse un misto di bachata e hip hop. La musicalità ed il suono delle canzoni degli Aventura risulta quindi da questo suo intento.
- Max Santos (Bronx, 30 gennaio 1982): bassista. Cominciò a suonare all'età di dodici anni, utilizzando un basso della sua scuola. Fratello di Lenny, collaborava con lui in casa per creare nuovi ritmi unendo il suono della chitarra e quello del basso. Max è anche un rapper: nell'album Love and Hate, infatti, ha cantato Don't waste my time, mentre nel susseguente album God's project ha partecipato con le Nina Sky alla canzone You're lying.
- Henry Santos Jeter (Moca, 15 dicembre 1979): cantante e compositore del gruppo. Fin da piccolo era appassionato di musica; all'età di 14 anni espatriò con la famiglia ed arrivò a New York; li incontrò il cugino, Anthony Santos e con lui fondò una band, chiamata Los Teenager, band che si tramutò poi nel gruppo Aventura. Henry era anche l'animatore del gruppo, quello che si occupava di intrattenere il pubblico.

## Discografia

### Album studio
- 2000 - Generation Next
- 2002 - We Broke the Rules
- 2003 - Love & Hate
- 2005 - God's Project
- 2009 - The Last

### Album live
- 2004 - Unplugged
- 2006 - K.O.B. Live
- 2007 - Kings of Bachata: Sold Out at Madison Square Garden

## Collaborazioni
- Ella y Yo (in God's Project) con Don Omar
- Noche De Sexo (Night of sex) (in Pa'l mundo Bee) con Wisin y Yandel
- No, No, No (in El Sexto Sentido Re+Loaded) con Thalía
- Pam Pam con Wisin y Yandel
- We Got The Crown (in El Enemy De Los Guasíbiri) con Tego Calderón
- You're Lying (in God's Project) con Nina Sky
- Tanto Que Yo Queria con Papi Sanchez and Amarfis
- Ciego De Amor (in God's Project) con Antony Santos
- Por Mi Timidez  con Antony Santos
- Cuando Volveras con Krisspy